# Predoi
Predoi (Prettau in tedesco) è un comune italiano sparso di 512 abitanti della provincia autonoma di Bolzano in Trentino-Alto Adige. È il comune più settentrionale della Regione e dell'intera Repubblica italiana: il suo municipio è l'unico in Italia a trovarsi più a nord del 47º parallelo. È l'unico comune italiano a confinare con il Land austriaco del Salisburghese e precisamente con il comune di Krimml.
Nel comune insistono vari luoghi d'interesse naturalistico e archeologico, tra cui l'antica miniera di rame, e la zona è inclusa nel perimetro del parco naturale Vedrette di Ries - Aurina. Non mancano infine punti di interesse artistico, come la chiesetta di Santo Spirito, consacrata da Nicola Cusano nel 1455. Il comune include tutta la punta estrema dell'Alto Adige.

## Geografia fisica
Il territorio comunale si trova nelle valli di Tures e Aurina, a nord di Brunico e Campo Tures. È l'ultimo paese della Valle Aurina e anche il comune più a nord d'Italia. Parte del territorio comunale si trova nel parco naturale Vedrette di Ries - Aurina. L'abitato di Predoi si trova a una quota di 1 475 m s.l.m. in una zona molto boscosa. Nel territorio del suo comune, svettano il Picco dei Tre Signori e il Pizzo Rosso, con i loro ghiacciai.
Predoi conta poco più di 500 abitanti, su una superficie comunale di 86,36 km², per una densità abitativa di 6,3 abitanti per chilometro quadrato. I principali alberi del territorio comunale (quasi interamente boscoso) sono le conifere montane e i faggi. Il territorio del comune risulta compreso tra i 1 325 e i 3 488 metri sul livello del mare, quindi l'escursione altimetrica complessiva risulta essere pari a 2 163 metri.
Oltre a essere l'unico comune italiano a confinare con entrambe le due porzioni della regione austriaca del Tirolo (Tirolo del Nord e Tirolo dell'Est), è anche l'unico comune italiano a confinare con la regione austriaca del Salisburghese, con cui comunica attraverso la forcella del Picco, valico alpino che mette in comunicazione Predoi con la località di Krimml; a sud invece confina con il comune di Valle Aurina. Geograficamente la val Pusteria si trova nella parte occidentale del filone periadriatico, che separa le Alpi calcaree meridionali da quelle centrali (e anche la maggior parte del calcare alpino dallo gneiss e ardesia delle vette della sezione centrale) e così anche Predoi.

### Territorio
Nel comune di Predoi un'importante fonte di reddito, soprattutto turistico e ambientale, è costituito dai boschi, che coprono il 90% del territorio comunale.
Un limite naturale della vegetazione è l'altitudine, che si nota dalla presenza dei principali alberi decidui castagno, faggio, frassino e acero montano. Questi non raggiungono esattamente la stessa quota, né è frequente che crescano assieme, ma il loro limite superiore di crescita corrisponde in modo abbastanza accurato ai cambiamenti di temperatura verso un clima più freddo che è ulteriormente confermato dai cambiamenti nel manto erbaceo nativo. Questo limite di solito rimane circa a 1200 m sopra il livello del mare sul versante settentrionale delle Alpi, ma a sud spesso sale a 1500 m, talvolta anche a 1700 m. Salendo di quota, sempre nel comune di Predoi, troviamo la foresta di conifere formata da arbusti, abete rosso, abete bianco, pino mugo, pino cembro, pino nero, abies in genere e altre conifere tra cui il larice. I boschi di Predoi sono rimasti inalterati nel corso degli anni, grazie soprattutto alla politica ambientalista del comune e dell'Alto Adige in genere, e offrono, oggi, una preziosa fonte naturalistico-ambientale, in parte tutelata dal parco naturale Vedrette di Ries - Aurina.
Predoi è inserita tra i due versanti della Valle Aurina ed è inoltre bagnata dal torrente Aurino il quale, pur essendo ancora, a poca distanza dalla sorgente, un modesto rigagnolo, ha la particolarità di fornire energia idroelettrica al comune. Il paese è suddiviso in sei zone denominate Wieserboden, Boscaroli, Canova, Casere, Fonte della Roccia e Pratomagno che si trovano in posizione nord-sud rispetto al centro principale. La collocazione del primo insediamento è casuale; si trovava infatti situato nell'alta valle Aurina, e i primi insediamenti derivano dalla possibilità degli uomini primitivi di avere il rame in modo semplice, grazie ai giacimenti del comune. Secondo la classificazione sismica la città è in zona 4 (sismicità irrilevante), come stabilito dall'ordinanza PCM n. 3274 del 20/03/2003.
Il territorio di Predoi è costituito da materiali alpini e la sua valle si è formata grazie allo scavo del torrente Aurino. Si tratta soprattutto di rocce ramifere coperte principalmente da un grosso strato di humus molto adatto alla crescita di boschi e pascoli, così da essere completamente coperto da essi, come indica il nome "prato umido", che indica quel paesaggio nel quale domina una vegetazione che riesce a svilupparsi in un ambiente alpino (conifere ed erbe da pascolo con caratteristiche infiorescenze). Infatti, a causa della presenza di strati umiferi, il terreno è facilitato ad assorbire e trattenere l'acqua piovana, che cade abbondante in questa zona. La falda acquifera sotterranea si trova a pochi metri di profondità. Nel territorio di Predoi sono presenti numerosi pozzi e torrenti (nonché ruscelli), interconnessi tra loro. La principale risorsa idrografica del territorio di Predoi è il torrente Aurino (Ahr). Infatti la maggior parte del torrente è di pertinenza della Valle Aurina, mentre le restanti sono in territorio pusterese: il fiume è gestito dalla provincia autonoma di Bolzano. Nel territorio comunale scorrono alcuni piccoli corsi d'acqua, mai in secca, denominati ahrn.

### Clima
Il clima di Predoi è di tipo alpino. Gli inverni sono freddi e nevosi e presentano molte giornate di nubi. Le estati sono brevi e fresche. È frequente, anche se sempre meno, il fenomeno della nebbia. La media niveometrica del territorio si aggira intorno ai 400 cm annui. La temperatura media del mese più freddo, gennaio, si attesta attorno a -10 °C; quella del mese più caldo, luglio, è di circa +17 °C. Il clima di Predoi è quello tipico di media montagna. 
| Predoi        | Mesi | Mesi | Mesi | Mesi | Mesi | Mesi | Mesi | Mesi | Mesi | Mesi | Mesi | Mesi | Stagioni | Stagioni | Stagioni | Stagioni | Anno |
| Predoi        | Gen  | Feb  | Mar  | Apr  | Mag  | Giu  | Lug  | Ago  | Set  | Ott  | Nov  | Dic  | Inv      | Pri      | Est      | Aut      | Anno |
| ------------- | ---- | ---- | ---- | ---- | ---- | ---- | ---- | ---- | ---- | ---- | ---- | ---- | -------- | -------- | -------- | -------- | ---- |
| T. media (°C) | −7,7 | −5,2 | −2,2 | 2,2  | 9,5  | 16,1 | 17,0 | 15,5 | 11,4 | 4,1  | −2,1 | −5,3 | −6,1     | 3,2      | 16,2     | 4,5      | 4,4  |

Le precipitazioni medie annue sono pari a 1 082 mm con picco primaverile e autunnale e minimo relativo invernale. Quanto alla piovosità, in assenza di elaborazioni statistiche specifiche per Predoi, si riportano qui alcuni dati riferiti agli anni 2004-2008: il dettaglio dell'anno meno piovoso (2004), di quello più piovoso (2008) e la media calcolata sui dati di tutto il quinquennio:
| 2004                | Mesi | Mesi | Mesi | Mesi | Mesi | Mesi | Mesi  | Mesi | Mesi | Mesi  | Mesi | Mesi | Stagioni | Stagioni | Stagioni | Stagioni | Anno  |
| 2004                | Gen  | Feb  | Mar  | Apr  | Mag  | Giu  | Lug   | Ago  | Set  | Ott   | Nov  | Dic  | Inv      | Pri      | Est      | Aut      | Anno  |
| ------------------- | ---- | ---- | ---- | ---- | ---- | ---- | ----- | ---- | ---- | ----- | ---- | ---- | -------- | -------- | -------- | -------- | ----- |
| Precipitazioni (mm) | 32,9 | 20,2 | 14,7 | 30,0 | 76,2 | 98,2 | 102,7 | 57,9 | 65,0 | 116,8 | 43,9 | 26,0 | 79,1     | 120,9    | 258,8    | 225,7    | 684,5 |

| 2008                | Mesi | Mesi | Mesi | Mesi  | Mesi | Mesi  | Mesi  | Mesi  | Mesi | Mesi  | Mesi | Mesi | Stagioni | Stagioni | Stagioni | Stagioni | Anno    |
| 2008                | Gen  | Feb  | Mar  | Apr   | Mag  | Giu   | Lug   | Ago   | Set  | Ott   | Nov  | Dic  | Inv      | Pri      | Est      | Aut      | Anno    |
| ------------------- | ---- | ---- | ---- | ----- | ---- | ----- | ----- | ----- | ---- | ----- | ---- | ---- | -------- | -------- | -------- | -------- | ------- |
| Precipitazioni (mm) | 51,2 | 15,7 | 46,1 | 125,2 | 80,5 | 113,1 | 225,1 | 114,3 | 57,0 | 116,8 | 97,4 | 94,6 | 161,5    | 251,8    | 452,5    | 271,2    | 1 137,0 |

| Media 2004-2008     | Mesi | Mesi | Mesi | Mesi | Mesi | Mesi | Mesi  | Mesi  | Mesi | Mesi | Mesi | Mesi | Stagioni | Stagioni | Stagioni | Stagioni | Anno  |
| Media 2004-2008     | Gen  | Feb  | Mar  | Apr  | Mag  | Giu  | Lug   | Ago   | Set  | Ott  | Nov  | Dic  | Inv      | Pri      | Est      | Aut      | Anno  |
| ------------------- | ---- | ---- | ---- | ---- | ---- | ---- | ----- | ----- | ---- | ---- | ---- | ---- | -------- | -------- | -------- | -------- | ----- |
| Precipitazioni (mm) | 36,4 | 25,7 | 34,6 | 54,2 | 83,6 | 96,4 | 146,9 | 126,9 | 64,9 | 81,6 | 56,1 | 45,8 | 107,9    | 172,4    | 370,2    | 202,6    | 853,1 |

## Storia
Fin dalla preistoria nel paese veniva estratto il rame (vecchia miniera di rame di Sant'Ignazio, l'Ignazstollen); attività questa che caratterizzò tutta la storia di questa valle fino a che, nel 1893, vennero chiuse le ultime miniere. Successivamente si sviluppò nelle donne del paese, di generazione in generazione, l'arte del lavoro dei pizzi al tombolo. Una comunità di frontiera, con una cultura alpina e germanica e con profonde radici austriache e cattoliche. Naturale via di transito verso l'Austria, la Germania e l'Europa, la valle Aurina possiede valichi e strade utili al passaggio transalpino.
Inizialmente il turismo interessava soprattutto la stagione estiva; soltanto nel Novecento si cominciò a parlare anche di 'turismo invernale', quando alcuni alti pascoli vennero dotati di attrezzature sciistiche. Il comune non è, comunque, una nota meta turistica.
Secondo alcune ipotesi, Predoi ha origini preistoriche, in quanto la prima menzione dell'insediamento risalirebbe addirittura al 3000 a.C., anno in cui viene citato involontariamente da alcune pitture rupestri. La distribuzione urbanistica del paese di Predoi (poche case sparse e separate tra loro, fatte principalmente di legno e mattoni con vistosi camini, tetti a punta e grossi comignoli) è tipicamente tirolese. Il villaggio è noto nell'Alto Medioevo per l'estrazione del rame. Infatti le origini di quello che fu un centro minerario di primaria importanza sono da ricercarsi proprio nel Medioevo: nel 1375 "quasi in ogni casa batte un minatore", come testimoniato qualche secolo più tardi. Nel 1918 Predoi venne annesso al Regno d'Italia.

### Toponimi
Il toponimo del capoluogo è attestato come Braittenowe nel 1250, nel 1278 come Pratau e nel 1338 come Praitawe e deriva dall'alto tedesco medievale ouwe ("prato umido") e breite ("campagna"). Dal 1923 si chiamò San Valentino in Predoi.
La frazione Weiher è attestata nel 1534 come auf der Wyer e si riferisce a uno stagno.
La frazione Kasern è attestata nel 1315-1325 come ze Chesern e nel 1577 come Käsrer e deriva dalla parola latina caseus, cacio o formaggio, in tedesco käse, e significa in origine malga d'alpeggio, edificio cioè utilizzato come ricovero degli animali e soprattutto per la produzione dei formaggi, derivati del latte, da cui il termine italiano agro-pastorale di casera o il moderno caseificio.
Le forme italiane parallele, create solamente da Ettore Tolomei agli inizi del XX secolo, furono introdotte con regio decreto del 19 marzo 1923.

### Simboli
Lo stemma è stato concesso il 10 agosto 1967.
I picconi da minatore ricordano l'attività mineraria che qui un tempo ferveva. I dentelli aguzzi in argento sullo sfondo simboleggiano la posizione del comune, circondato da alti monti e ghiacciai.
Il gonfalone è un drappo partito di bianco e di azzurro.

## Monumenti e luoghi d'interesse
L'architettura di Predoi ricorda i borghi del Tirolo, in particolare nella chiesetta del Santo Spirito, una delle più belle chiese gotiche dell'Alto Adige.
Vicino a Casere si incontra il Palazzo delle Miniere (Berggericht), antica sede del magistrato deputato al controllo delle miniere e dell'ufficio delle imposte.

### Architetture religiose
- Chiesetta di Santo Spirito. A Casere si trova la chiesetta del Santo Spirito, costruita nel 1455 in stile tardogotico, che venne consacrata dal cardinale Nicola Cusano, Principe Vescovo di Bressanone, dove si può ammirare un tabernacolo barocco, una bella raffigurazione lignea delle tre persone della SS. Trinità e un particolarissimo crocefisso, la cui realizzazione si colloca tra il 1500 e il 1600.
- Parrocchiale di San Valentino. La chiesa parrocchiale tardogotica è dedicata a San Valentino (1489). Essa conserva un dipinto di Franz Unterberger del XVIII secolo.

### Aree naturali
- Parco naturale Vedrette di Ries-Aurina

## Società

### Ripartizione linguistica
La sua popolazione è nella quasi totalità di madrelingua tedesca:
| %      | Ripartizione linguistica (gruppi principali) |
| ------ | -------------------------------------------- |
| 98,59% | madrelingua tedesca                          |
| 1,41%  | madrelingua italiana                         |
| 0,00%  | madrelingua ladina                           |

### Evoluzione demografica
Il comune di Predoi ha fatto registrare nel censimento del 1991 una popolazione pari a 663 abitanti. Nel censimento del 2001 ha fatto registrare una popolazione pari a 633 abitanti, mostrando quindi nel decennio 1991-2001 una variazione percentuale di abitanti pari al -4,52%. Gli abitanti sono distribuiti in 215 nuclei familiari con una media per nucleo familiare di 2,94 componenti.
La popolazione del paesino, dopo anni di continuo crollo della popolazione con il minimo storico degli ultimi trent'anni al censimento del 2001 con meno di 600 persone censite, non è in ripresa, soprattutto a causa del saldo migratorio. Dopo aver contato una popolazione residente prossima ai 633 abitanti per tutto il 2006 e all'inizio del 2007, il limite è diminuito nuovamente nel mese di marzo 2007. Predoi ha registrato il minimo storico nel 1951, con 591 residenti, e il massimo nel 1921 con 727. Questo calo è in buona parte legato al trasferimento di molti abitanti in comuni meno isolati e più bisognosi di lavoratori, la cui popolazione è fortemente cresciuta negli stessi anni.
Abitanti censiti

### Religione
La maggioranza della popolazione è di religione cattolica romana. Predoi è dal 1964 in diocesi di Bolzano-Bressanone.

## Cultura

### Rappresentazioni sacre e popolari

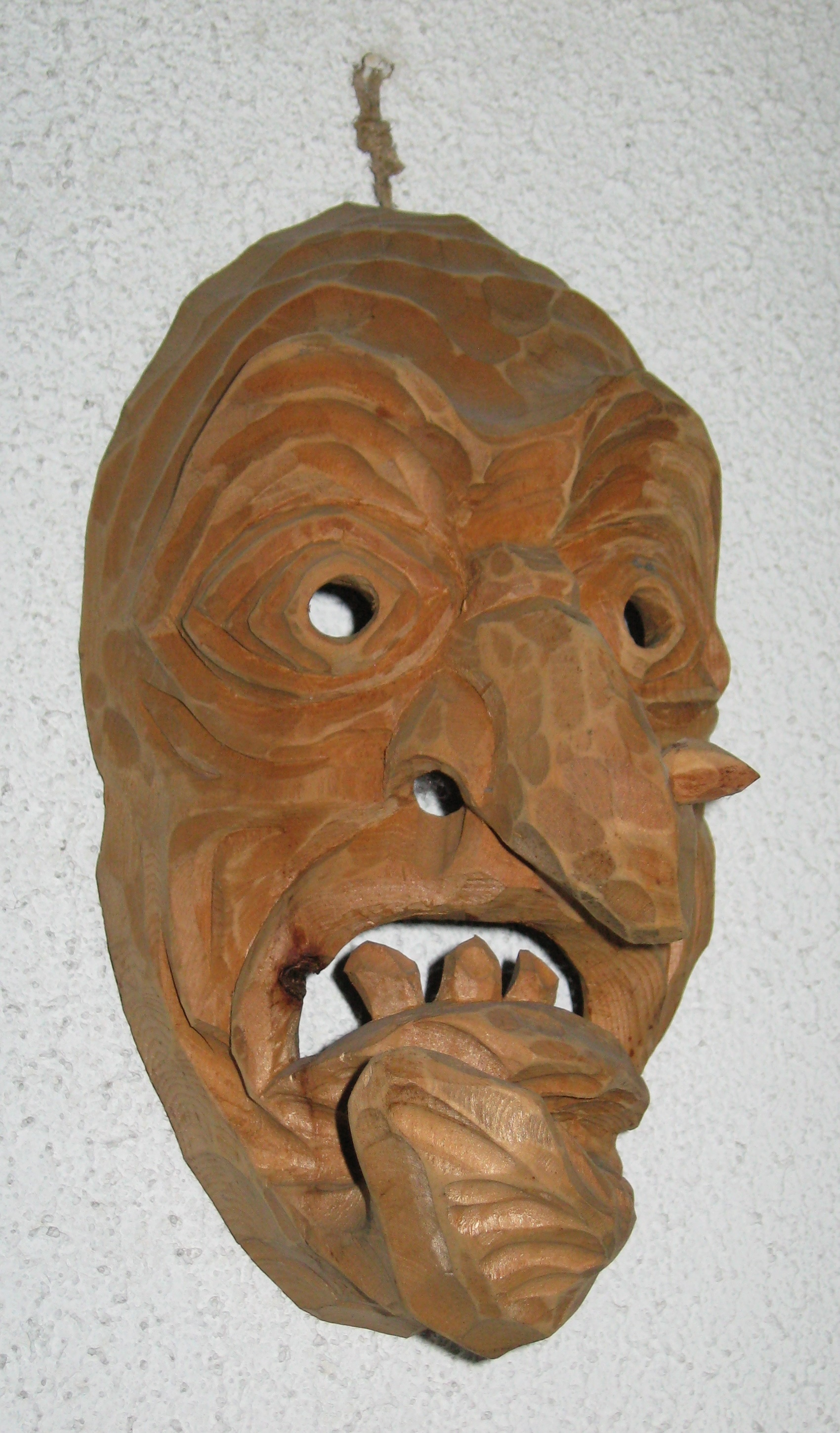
Una tipica maschera di Predoi, Prettauer Holzmaske

Predoi è nota per il persistere di una cultura teatrale popolare le cui radici affondano nel Medioevo e nella prima età moderna. I temi sono legati alla sfera cristiana, come testimoniano i Nigglásspiele (rappresentazioni attorno a San Nicolò) e i Paradeisspiele (rappresentazioni sul paradiso). Di particolare rilievo è il Prettauer Faust, una versione locale della tematica faustiana divenuta famosa grazie al noto dramma di Goethe. Il Faust locale, noto anche col nome Johann-Doktor-Faustus-Spiel, è opera di Gregor Steger (1807-1875) di Predoi, che era attore e scrittore e redasse il dramma attorno al 1830. Il suo figlio Friedrich Steger raccolse i vari manoscritti e li conservò sul maso "Steger".

### Biblioteche
A Predoi è operativa la biblioteca comunale locale, con circa 8 000 volumi e supporti multimediali bilingui.

## Geografia antropica - frazioni
Il piccolo comune di Predoi presenta cinque frazioni, la più importante delle quali è Casere:
- Casere (in tedesco Kasern o Knappenegg). È il terzo centro abitato più a nord d'Italia, appena sotto la Vetta d'Italia. Si trova a 1 582 metri d'altezza e ha una popolazione di 87 abitanti,[16] di madrelingua tedesca.
- Fonte della Roccia (in tedesco Trinkstein), un piccolo villaggio di malghe rappresenta il centro abitato più settentrionale d'Italia (il più meridionale è Lampedusa), e sorge alle pendici della Vetta d'Italia.
- Pratomagno (Prastmann)
- Wieserboden
- Boscaroli (Weiher)
- Canova (Neuhaus)

### Orografia e ambiente

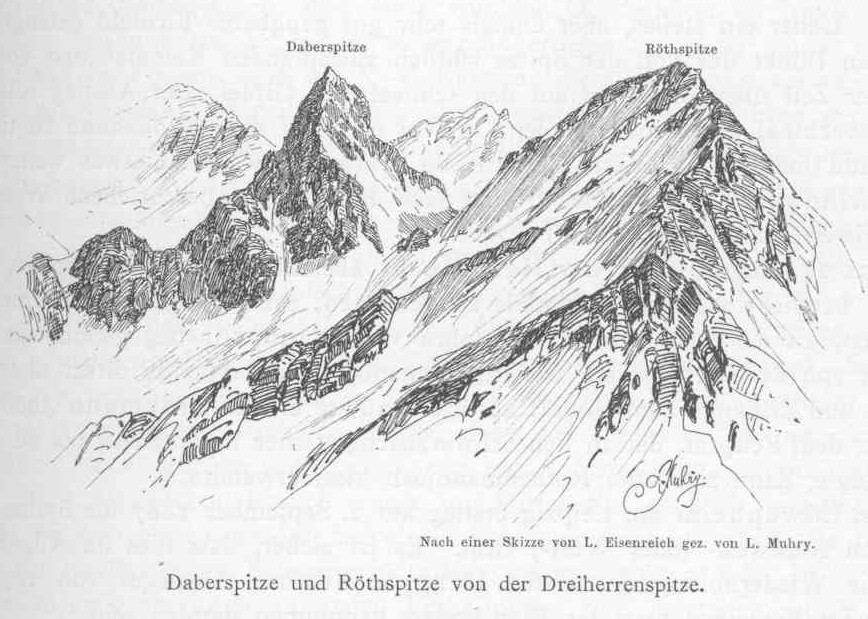
Il Pizzo Rosso di Predoi

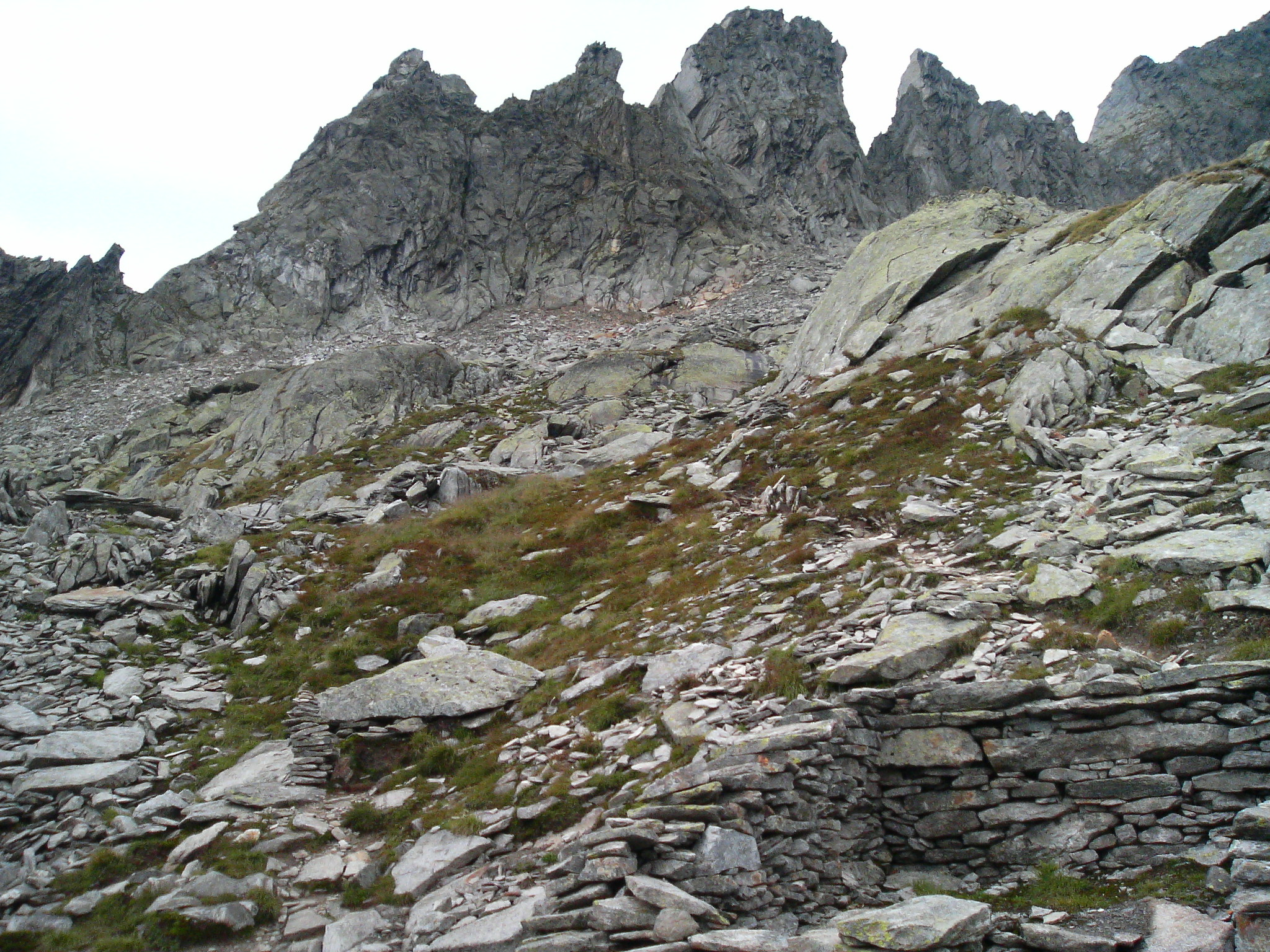
La Vetta d'Italia

La cima più importante del comune di Predoi è la Vetta d'Italia (Klockerkarkopf), posta a 2 912 m s.l.m. Si tratta di una cima situata al confine tra Austria e Italia. Il crinale montuoso su cui si trova, conformato a ferro di cavallo, abbraccia la valle dell'Aurino (intorno al territorio del comune di Predoi), separando la provincia autonoma di Bolzano dal Salisburghese. La strada della valle porta in Austria attraverso il passo della Forcella del Picco (Birnlücke). Situato al 47º parallelo, il luogo ha la latitudine media della Svizzera. La Vetta d'Italia è la montagna più famosa anche se il punto più settentrionale d'Italia si trova presso la vetta vicina: si tratta della Testa Gemella Occidentale (Zwillingsköpfl) (2 841 m), situato diverse centinaia di metri più a nord-est, sempre sul crinale che segna la frontiera. Il monte più elevato è, invece, il Pizzo Rosso di Predoi (Rötspitze - 3 495 m), una montagna degli Alti Tauri nelle Alpi dei Tauri occidentali. Si trova lungo la linea di confine tra l'Italia e l'Austria. Dal versante italiano il monte si trova nel comune di Predoi; dal versante austriaco interessa Sankt Jakob in Defereggen. È possibile ascendere alla vetta partendo da Casere e passando per il rifugio Giogo Lungo (2 606 m), percorrendo la Valle Rossa (Röttal) oppure la Valle del Vento (Windtal). Il comune di Predoi è diviso da due catene montuose, le Alpi della Zillertal e il gruppo del Venediger.
Le montagne principali sono:
- Pizzo Rosso di Predoi - 3 495 m
- Vetta d'Italia - 2 912 m
- Lasörling - 3 098 m
- Großvenediger - 3 666 m
- Cima Dura - 3 135 m

Altre minori sono per esempio il Pizzo di Alpre alto 2 420 m; qui vi erano l'inizio e la fine di settori di copertura del Vallo Alpino del Littorio: XIV settore di copertura Isarco e XV settore di copertura Pusteria.

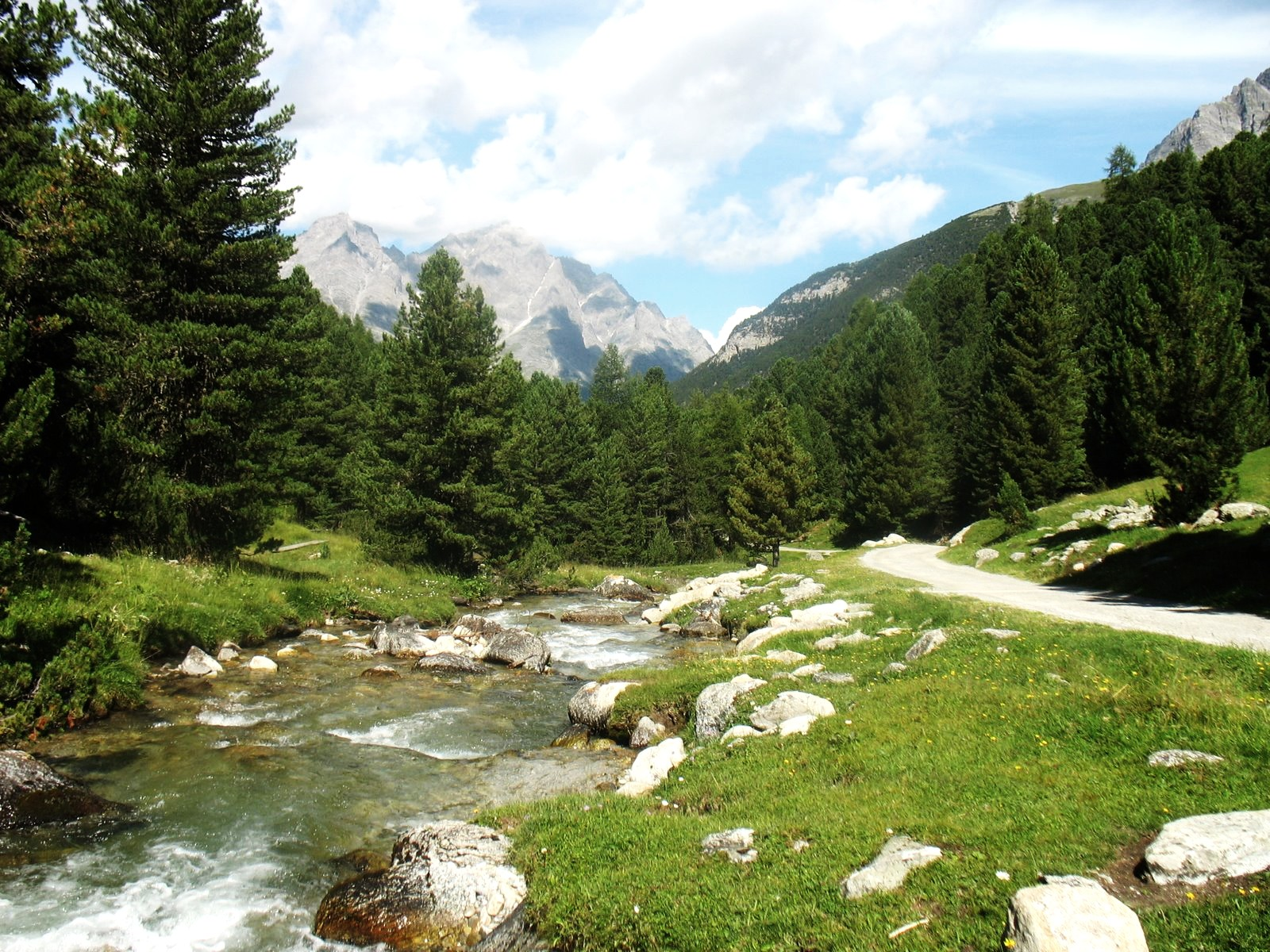
Foresta di pini cembri

Nel comune di Predoi circa la metà (il versante orientale della valle) è parte del parco naturale Vedrette di Ries-Aurina; esso si estende su un territorio di sei comuni in Alto Adige ed è stato istituito nel 1988, con una superficie di 31 505 ettari. Predoi è una parte molto importante per il parco, poiché il suo ambiente è costituito principalmente da boschi di conifere, prati alpini e pascoli, tutti molto ricchi di flora di montagna.
La zona comprende laghi alpini, cascate, e monti ricoperti da boschi fitti come la Finestra dei Tauri e le Vedrette di Ries. La fauna è costituita da aquila reale, falco pellegrino, marmotta, camoscio, scoiattoli, lucherini, corcieri, gufo reale e volpe.
Alcuni fattori, come la densità di popolazione relativamente bassa del comune (circa 6 abitanti per chilometro quadrato), la presenza di vasti ambienti isolati e ad altimetria piuttosto elevata, l'istituzione di un'area naturale protetta, un certo grado di rispetto degli abitanti per i luoghi naturali, costruzioni ancora tradizionali e il ripianto degli alberi tagliati per la legna hanno permesso la conservazione di numerose specie animali e vegetali.

## Economia
L'economia di Predoi si basa soprattutto sull'allevamento bovino (grazie all'abbondanza di alti pascoli), sull'industria del legname e sul turismo. Sul territorio del comune vi sarebbero 4 attività industriali con 10 addetti pari al 13,33% della forza lavoro occupata, 3 attività di servizio con 3 addetti pari al 4,00% della forza lavoro occupata, altre 28 attività di servizio con 42 addetti pari al 56,00% della forza lavoro occupata e 19 attività amministrative con 20 addetti pari al 26,67% della forza lavoro occupata. 
Risultano occupati complessivamente 75 individui, pari all'11,85% del numero complessivo di abitanti del comune.

### Agricoltura
Il suolo di Predoi non è mai stato particolarmente favorevole all'agricoltura. Per questo gli abitanti del luogo, fin dalle origini, dovettero affiancarvi altre attività, come l'estrazione del rame nell'Alto Medioevo. Ciò nonostante il settore primario rimase quello predominante fino almeno al XVI secolo.

### Allevamento
L'allevamento bovino costituisce ancora oggi la principale fonte di reddito ed è praticato nell'Alto Adige da tempo immemorabile. Fino all'avvento delle prime miniere straniere che portò al crollo del prezzo del rame sul mercato. Sono presenti piccoli complessi chiamati masi chiusi. Tipiche sono le tradizioni legate a questo settore.
Come ogni anno, in Alto Adige si tengono delle feste, principalmente in autunno e primavera per il ritorno delle mandrie dai pascoli (o per i pascoli) d'alta quota, la transumanza.

### Artigianato
Già nel XVI secolo il territorio di Predoi era rinomato per l'intaglio del legno, che ha le sue origini nel Basso Medioevo. Un altro prodotto tipico del comune di Predoi è il pizzo al tombolo di Predoi.

### Industria
Il paese di Predoi è stato per anni uno dei più importanti centri minerari della zona alpina. Proprio per questo fino al 1800 vi si trovavano industrie estrattive. Oggi è presente solo qualche piccola impresa del legno. Il paese vive delle attività lavorative di Prettau Energie e del turismo invernale ed estivo.

### Servizi
Nel settore terziario, si hanno esempi di attività già nei secoli passati quando l'antica miniera esportava in America già alla fine dell'Ottocento.
Al giorno d'oggi il terziario bilancia in numero di addetti l'attività energetica, presente con Prettau Energie, impresa comunale che sfrutta le risorse idriche del comune. Le altre attività sono gli uffici della provincia autonoma di Bolzano.

#### Centrale idroelettrica
Il 42% del territorio dell'Alto Adige è ricoperto da boschi e foreste attraversati da numerosi fiumi e torrenti, e ciò permette il lavoro di idroelettrica. Gli studi iniziali pensavano di utilizzare soprattutto il torrente Aurino; l'attuale indirizzo concreto si basa, invece, soprattutto sugli affluenti minori e negli ultimi anni si sta cercando di sfruttare al meglio tale fonte di energia, ovvero il torrente alpino, con danni anche ingenti agli ecosistemi fluviali. Dal 2009 esiste a Predoi una centrale idroelettrica gestita da Prettau Energie, l'ente comunale.

### Turismo
Il turismo a Predoi è quello montano con vari percorsi e sentieri. Negli ultimi anni il paese ha evidenziato una crescita di turisti stranieri di provenienza austriaca, che si aggiungono agli "storici" clienti tedeschi. La più alta concentrazione di turisti si ha prevalentemente in inverno e in estate.

## Infrastrutture e trasporti
È collegata con l'Austria per mezzo di piccole strade e col resto della regione per mezzo dalla strada statale 621 della Valle Aurina (SS 621). L'ex strada statale 621 della Valle Aurina, chiamata ancora così anche se declassata (in tedesco: Ahrntaler Staatsstraße), è un'importante strada provinciale italiana.
Partendo da Brunico, risalendo il torrente Aurino che all'inizio scorre quasi in piano sul fondovalle, la strada attraversa la frazione di San Giorgio e tocca poi i comuni di Gais, Campo Tures, Valle Aurina, Predoi, arrivando fino alla località Fonte della Roccia (Trinkstein), ai piedi delle cime dei monti della Valle Aurina (Vetta d'Italia, Picco dei Tre Signori ecc.).

## Amministrazione
A partire dalle prime elezioni democratiche Predoi venne retta da giunte SVP e durante il periodo definito seconda repubblica da una coalizione di centrosinistra-SVP; dal 2010 il sindaco è Robert Alexander Steger.
| Periodo | Periodo   | Primo cittadino         | Partito | Carica  | Note |
| ------- | --------- | ----------------------- | ------- | ------- | ---- |
| 1958    | 1967      | Josef Zitturi           | SVP     | Sindaco |      |
| 1967    | 1971      | Hans Benedikter         | SVP     | Sindaco |      |
| 1971    | 1990      | Josef Steger            | SVP     | Sindaco |      |
| 1990    | 2010      | Alois Brugger           | SVP     | Sindaco |      |
| 2010    | in carica | Robert Alexander Steger | SVP     | Sindaco |      |

## Sport
Gli sport predominanti a Predoi sono lo sci, il trekking e l'alpinismo.